# Morpolača
Morpolača je selo u Zadarskoj županiji. 

## Upravna organizacija
Pripada općini Stankovcima.

## Zemljopisni položaj
Nalazi se zapadno od Stankovaca i sjeverno od Čiste Velike.

## Promet
Nalazi se sjeveroistočno od duž ceste E71 odnosno autoceste kralja Tomislava. 

## Stanovništvo
Prema popisu 1991., u Morpolači su živjela 407 stanovnika od čega 389 Srba.
Prema popisu iz 2011. u naselju je živjelo 49 stanovnika.
| broj stanovnika |       |       | 104   | 90    | 86    | 120   | 324   | 390   | 312   | 378   | 411   | 399   | 373   | 407   | 26    | 49    | 50    |
|                 | 1857. | 1869. | 1880. | 1890. | 1900. | 1910. | 1921. | 1931. | 1948. | 1953. | 1961. | 1971. | 1981. | 1991. | 2001. | 2011. | 2021. |

## Kultura
- starohrvatska crkva sv. Petra